# Géographie de la Suède
La Suède est le cinquième pays d'Europe en superficie (450 000 km2), après la Russie, l'Ukraine, la France et l'Espagne.
Malgré sa latitude septentrionale, la Suède jouit d'un climat plutôt tempéré, notamment grâce au Gulf Stream qui vient réchauffer ses côtes méridionales.
C'est un pays de l'Europe du Nord, tout en longueur et qui s'étend de Smygehuk (point le plus méridional) à Treriksröset (au nord), point de rencontre de la Norvège, de la Suède et de la Finlande. Le pays possède une importante façade maritime avec la mer Baltique à l'est-sud-est, le Cattégat au sud-sud-ouest et le Skagerrak au sud-ouest.
Plus de la moitié du territoire est couvert de forêts de conifères, et les lacs sont nombreux.

## Données générales

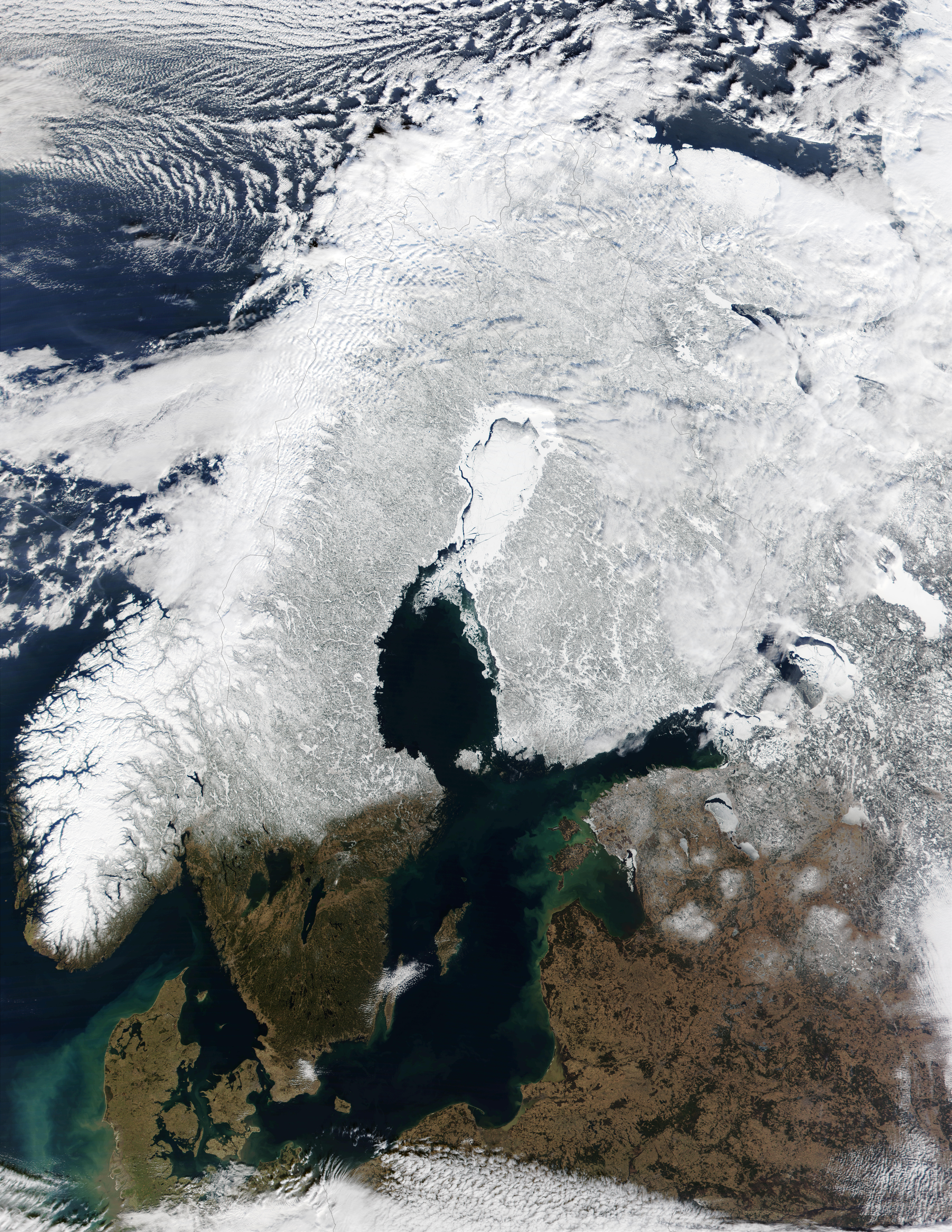
Vue satellite de la Scandinavie en hiver. L'image montre la péninsule scandinave couverte de neige et de glace, avec le golfe de Botnie gelé au centre. À l'ouest apparaît la côte norvégienne découpée. À l'est du golfe se trouve la Finlande également enneigée. Au sud, la mer Baltique partiellement gelée.

La Suède est située en Europe du Nord, sur la péninsule Scandinave, et fait partie des pays nordiques et de la Scandinavie. Le pays a une superficie totale de 528 447 km2, répartie en 407 340 km2 de superficie terrestre, 40 080 km2 de lacs et rivières et 81 027 km2 d'eaux territoriales. Il s'étend sur une longueur de 1 572 km entre Smygehuk au sud et le cairn des Trois Royaumes au nord, avec une largeur maximale de près d'environ 499 km.
Le pays possède une longue façade littorale de 11 526 km (auxquels il faut ajouter 31 703 km si on inclut les îles). Il s'agit principalement de la côte de la mer Baltique et du golfe de Botnie, à l'est, mais aussi les côtes du Cattégat et Skagerrak à l'ouest qui relient la mer Baltique à la mer du Nord. La Suède a une frontière terrestre de 1 619 km avec la Norvège à l'ouest et de 586 km avec la Finlande à l'est. En outre, le pays a une frontière maritime étroite avec le Danemark (et Bornholm) au sud, au niveau du détroit de l'Øresund.

## Géographie physique

### Relief et paysages
- Si le sud est plat, agraire et rappelle fortement le Danemark, plus on se dirige vers le nord et plus les paysages deviennent accidentés, et les habitants rares. On trouve alors de grandes forêts de résineux parsemées de nombreux lacs.
- Les Alpes scandinaves délimitent la plus grande partie de la frontière avec la Norvège à l'ouest-nord-ouest. Le Kebnekaise (2 111 mètres) en est le point culminant.
- La Suède est constituée de :
  - 53 % de forêts
  - 17 % de montagnes
  - 9 % de lacs et rivières
  - 8 % de terres cultivées
- La Suède possède un certain nombre de grottes, parmi celles-ci, la grotte de marbre de Korallgrottan.

### Îles
La Suède compte un total de 221 831 îles de plus de 25 m², dont environ 1 000 sont habitées. En termes de taille, on compte 3 îles majeures:
- Gotland (2994 km², 58 000 hab), située en mer Baltique, formant avec quelques autres îles (Fårö, Gotska Sandön,Karlsö ...) le comté de Gotland.
- Öland (1347 km², 25 000 hab), longeant la côte sud-est du pays auquel elle est reliée par le pont d'Öland, long de 6,1 km. L'île fait partie du comté de Kalmar.
- Södertörn (1207 km², 797 000 hab), dont le statut d'île est parfois contesté en raison de sa proximité avec le continent duquel elle est séparée par le canal de Södertälje, bien que classée comme une île par le Statistiska Centralbyrån (bureau central de la statistique suédois). Elle fait partie du comté de Stockholm, et abrite en sa partie nord une partie de la capitale suédoise, ce qui explique sa population très importante.

Par ordre décroissant de taille, on trouve aussi Orust (346 km²), Hisingen (199km²), Värmdö (181 km²) et Tjörn (148 km²).
La majorité des îles du pays sont regroupées en archipels, dont le plus important est l'archipel de Stockholm (24 000 îles). La quasi-totalité du littoral suédois est parsemé d'une multitude d'îles, excepté le comté de Scanie qui n'en compte que quelques-unes.

### Géologie

#### Roches

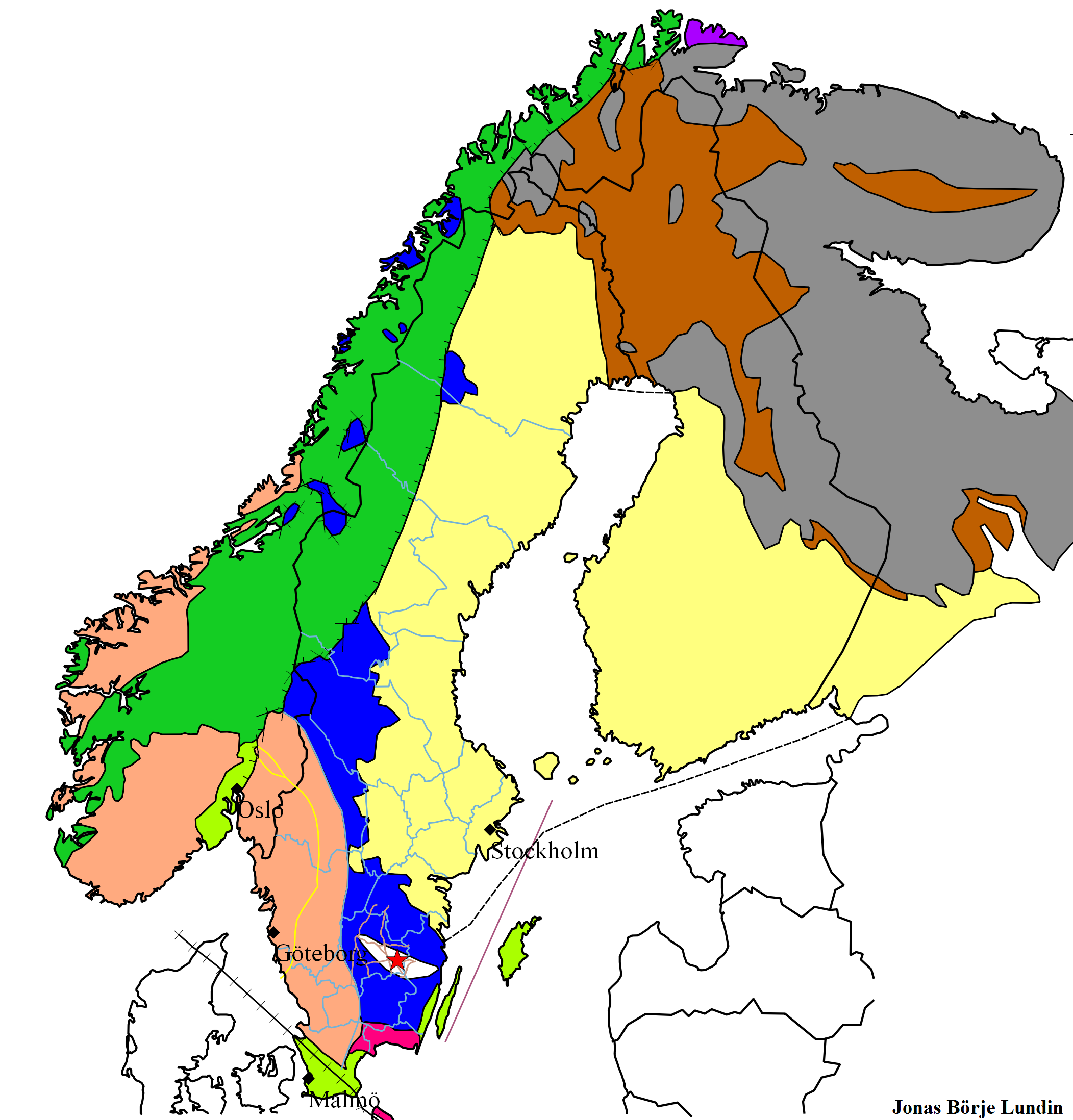
Grandes régions géologiques des Pays Nordiques. En gris, la province archéenne; en marron, le domaine protérozoïque; en jaune, le domaine svécofennien; en bleu, la Province ignée transcandinave; en saumon, le domaine svéconorvégien; en rose, les roches du Blekinge; en vert foncé, le domaine des calédonides et en vert clair, les domaines sédimentaires.

La Suède peut être divisée en trois grandes régions en termes de couverture rocheuse (Roche-mère) : le bouclier baltique, les calédonides et les terrains sédimentaires en dehors des calédonides.
La principale région du pays est une région de socle appartenant au bouclier baltique. Ce bouclier est formé principalement de roches magmatiques issues de plusieurs orogenèses précambriennes (c'est-à-dire datant d'il y a plus de 570 Ma). Tout au nord, à la frontière avec la Finlande, se trouvent les roches les plus anciennes (entre 2,5 et 3 milliards d'années), dans ce que l'on appelle la province archéenne : il s'agit principalement de diorites, granodiorites et granites se présentant sous forme de gneiss et migmatites. À proximité, on trouve des roches paléoprotérozoïques (plus précisément entre 2,5 et 2 Ga) de type sédimentaires et volcaniques. Plus au sud s'étend le vaste domaine svécofennien, couvrant une grande partie de l'Est suédois, et lié à l'orogenèse des Svécofennides qui culmina entre 1 880 et 1 870 Ma. Il s'agit là encore de roches volcaniques et sédimentaires métamorphisées diverses, et incluent les grands ensembles métallifères du pays (Bergslagen et Malmfälten). À l'ouest du domaine svécofennien se trouve la province ignée transcandinave, principalement visible dans la moitié sud du pays, mais apparaissant aussi localement dans des fenêtres des calédonides. Cette région est dominée par des granites et porphyres, avec quelques occurrences de gabbros et diorites. L'âge est un peu plus récent que le domaine svécofennien, principalement de 1 850 à 1 800 Ma pour les porphyres et 1 800 à 1 700 Ma pour les granites, mais localement, porphyres et granites peuvent être plus récents. À l'ouest de la province transcandinave, couvrant donc l'essentiel de la côte ouest suédoise et s'étendant jusqu'en Norvège se trouve la province svéconorvégienne, parfois aussi appelé province des gneiss du Sud-Ouest Scandinave, le gneiss (surtout orthogneiss) étant la roche principale. Ces gneiss ont été formés par métamorphisme très prononcée due à l'orogenèse svéconorvégienne, datant de 1 200 à 900 Ma et certaines roches ont même été partiellement fondues, générant des migmatites. La frontière entre avec la province transcandinave est relativement continue, les roches de la portion orientale du domaine svéconorvégien ayant la même origine que celles de la province transcandinave mais ayant subi le métamorphisme lié à l'orogenèse. Enfin, le dernier domaine du bouclier baltique en Suède est la région de Blekinge, comprenant en particulier des gneiss et granites datant d'entre 1 400 et 1 300 Ma.

Carte des roches de Suède.

La seconde grande région géologique est le domaine des calédonides, correspondant approximativement aux Alpes scandinaves. Les calédonides désignent une chaîne de montagne formée il y a entre 510 et 400 Ma lors de la collision entre le continent Baltica (Scandinavie actuelle) et Laurentia (actuelle Amérique du Nord). Cette chaîne de montagne a été depuis érodée, mais les roches témoignent aujourd'hui encore de la formation de la chaîne. En particulier, cette région est constituée de nappes qui ont été déplacées et se sont superposées lors de la collision : l'allochtone inférieur, moyen, supérieur et sommital. L'allochtone inférieur et moyen sont composés de roches peu métamorphisées issues de la marge du continent Baltica. Le premier est dominé par des grès, quartzites, grauwackes, calcaires et schistes datant de la fin du précambrien au silurien tandis que le second est surtout composée de roches magmatiques métamorphisées, bien qu'on y trouve aussi quelques roches d'origine sédimentaires. L'allochtone supérieur est divisé entre les nappes de Seve, issu de la transition entre la marge de Baltica et la lithosphère océanique de l'océan Iapétus et les nappes de Köli, composés essentiellement des sédiments de cet océan. La nappe de Seve comprend en particulier des amphibolites et éclogites, tandis que celle de Köli est dominée par phyllites, schistes et marbres. La nappe sommitale est surtout présente en Norvège et provient de la marge du continent Laurentia.
La dernière grande région comprend plusieurs régions sédimentaires, recouvrant une proportion assez limitée du territoire national en comparaison avec le reste de l'Europe (environ 20 % au total du pays). Il s'agit surtout de sédiments de l'éon phanérozoïque, bien qu'on trouve quelques régions avec des sédiments précambriens, tels qu'en Dalécarlie où affleure une épaisse couche de grès du Jotnien et dans la dépression du Vättern avec le groupe dit de Visingsö datant de 850 à 750 Ma. Parmi les sédiments du phanérozoïque, un premier groupe est constitué des sédiments paléozoïques, qui sont isolés les uns des autres tels qu'autour du lac Storsjön, dans l'anneau du Siljan, dans la plaine de Närke et de l'Östergötland, dans les Västgötabergen et en Scanie, mais qui forment un ensemble vaste et cohérent dans la mer Baltique avec en particulier l'île d'Öland et Gotland. Ces sédiments couvraient initialement une grande partie de la Suède, mais ils ont été érodées et préservées seulement dans les dépressions du paysage, souvent dans des grabens, ou ont été protégées par une couverture de diabase dans le cas des Västgötabergen. La séquence commence avec des sédiments du cambrien, dont la partie supérieure est riche en fossiles, en particulier des trilobites, et les roches comprennent en particulier des schistes alunifères (bitumeux). À cette couche se superpose des sédiments de l'ordovicien et du silurien, en particulier du calcaire et des schistes avec des fossiles de graptolites : la Scandinavie était alors couverte d'une mer peu profonde en climat tropical. Les sédiments en Scanie diffèrent des autres par la dominance des schistes, qui au silurien se sont déposés dans une mer plus profonde où s'accumulent les sédiments érodés à la chaîne calédonide. On ne trouve en Suède aucun sédiment du dévonien au permien. La séquence sédimentaire reprend au mésozoïque, mais uniquement en Scanie, Halland et Blekinge, qui sont en continuité avec les dépôts sédimentaires de la grande plaine européenne.

### Hydrographie
De nombreux fleuves et rivières parcourent le pays. Les rivières de l'est du pays sont orientées généralement du nord-ouest vers le sud-est et se jettent dans la mer Baltique. Les rivières de l'ouest du pays sont généralement orientées vers le sud ou le sud-ouest et se jettent dans le Cattégat. Au total, près de 10 % de la superficie de la Suède (40 080 km2 sur 447 420 km2) est couvert d'eau douce.

#### Cours d'eau et bassins versants
La Suède compte 119 fleuves ayant un bassin versant d'au moins 200 km2. La plupart des grands fleuves sont situés dans la partie nord du pays, suivant des cours essentiellement parallèles.
Dans toute sa section nord, la frontière entre la Suède et la Norvège correspond approximativement à la ligne de partage des eaux entre les bassins versants de la mer Baltique et ceux de l'océan Atlantique.
| Fleuve        | Longueur (km) | Débit moyen (m3/s) | Bassin versant (km2) |
| ------------- | ------------- | ------------------ | -------------------- |
| Göta älv      | 731           | 565                | 50 115               |
| Luleälven     | 457           | 506                | 25 262               |
| Ångermanälven | 447           | 500                | 31 865               |
| Indalsälven   | 426           | 455                | 26 727               |
| Umeälven      | 449           | 443                | 26 782               |
| Torneälven    | 513           | 388                | 39 789               |
| Dalälven      | 541           | 348                | 28 954               |
| Kalixälven    | 460           | 295                | 18 130               |
| Ljusnan       | 437           | 230                | 19 829               |

#### Lacs
Le pays compte 92 409 lacs de plus de 1 ha. Le plus grand étant le lac Vänern (5 648 km²), 3e plus grand lac européen et situé au sud-ouest du pays. Le second lac principal du pays est le Vättern (1 900 km²), 6e lac d'Europe et situé à une cinquantaine de kilomètres au sud-est du Vänern, relié à ce dernier par le canal Gotä. On trouve aussi, par ordre décroissant de taille, le lac Mälar (1 120 km²), le Hjälmaren (485 km²), le Storsjön (464 km²), le Siljan (354 km²) et le Torneträsk (330 km²).

### Climat

Carte des climats suédois selon la classification de Köppen.

Le climat de la Suède présente d'importantes variations avec des gradients marqués de température et de précipitations. Selon la classification de Köppen, le climat est en majeure partie un climat continental (humide - Dfb et subarctique -Dfc), avec cependant un climat océanique (Cfb) sur les côtes du Sud et un climat de toundra (ET) dans les montagnes (au-delà de la limite des arbres).

#### Température
Les températures de la Suède sont nettement plus douces que la latitude le suggère, ce qui est dû à l'influence de la dérive nord atlantique qui réchauffe les côtes norvégiennes. Grâce aux vents d'ouest dominants, cette douceur bénéficie aussi au climat suédois. Ce phénomène est la principale raison pour laquelle la Scandinavie est nettement plus peuplée que le reste du monde à des latitudes similaires. L'effet est surtout important en hiver, les températures estivales étant peu affectées, voire sensiblement diminuées par la dérive nord atlantique.
Au sein du pays, le principal gradient de température est un gradient nord-sud, les températures diminuant en allant vers le nord. Cet effet n'est pas aussi clair en été, la durée du jour supérieure dans le nord compensant au moins partiellement l'intensité solaire moindre. Outre ce gradient, il existe aussi un gradient d'altitude, les températures étant en moyenne plus froide en altitude, avec un gradient de l'ordre de 0,6 °C/100m. En revanche, la nuit et/ou l'hiver, ce gradient peut s'inverser, et les records de plus basses températures sont en général mesurés dans des dépressions topographiques.

#### Précipitations
En termes de précipitations, le gradient est surtout selon un axe ouest-est. En effet, les dépressions, et avec elles l'humidité, proviennent principalement de l'ouest. La topographie devient alors un élément déterminant, les précipitations étant renforcées sur le versant au vent, tandis que le versant opposé se trouve dans l'ombre pluviométrique, avec un climat plus sec. Les plus fortes précipitations sont ainsi situées dans les montagnes et la partie ouest des hautes terres du sud, ainsi que plus localement sur des proéminences locales telles que la côte sud du Norrland, Tiveden ou Tylöskog. En revanche, les précipitations les plus faibles sont situées dans toute la partie est du pays, ainsi que dans les dépressions de la topographie, tels que les grands lacs ou les vallées des montagnes, l'endroit le plus sec du pays étant par exemple Abisko avec seulement 300 mm/an alors que la moyenne nationale est de 750 mm/an.
Les précipitations ne sont pas réparties uniformément tout au long de l'année. En général, la saison la plus sèche est le printemps, avec un maximum de précipitations assez marqué en été à l'intérieur des terres, mais plus diffus, s'étalant de l'été au début de l'hiver sur les côtes. Ce maximum estival est cependant principalement sous forme de quelques rares évènements intenses, les longues journées pluvieuses étant plutôt caractéristiques des mois de octobre à décembre.

## Géographie humaine

### Découpage administratif
Le territoire suédois est découpé en 21 comtés (län), créés au XVIIe siècle. Parallèlement à cette subdivision, survit aussi l'ancien découpage en 25 provinces et trois grandes régions historiques : le Götaland au sud, le Svealand au centre, et le Norrland au nord. Les provinces et les régions n'ont plus aucune fonction administrative, cependant elles restent culturellement plus importantes que les comtés pour les dialectes, les traditions, et l'identité des Suédois.

### Villes principales
Stockholm (capitale), Göteborg (Gouthembourg), Malmö, Uppsala, Linköping, Västerås et Örebro.